# 中部區 (厄立特里亞)
中部區是厄立特里亞的一個區，位於該國中部。面積1,300平方公里，人口538,749人。首府阿斯馬拉也是國家的首都。